# یوگنی لانسره
یوگنی یوگنیوویچ لانسره (روسی: Евге́ний Евге́ньевич Лансере́؛ ۴ سپتامبر ۱۸۷۵ – ۱۳ سپتامبر ۱۹۴۶) که با نام‌های دیگری چون یوجین لانسر و یوجین لانس‌رِی هم شناخته می‌شود، یک نقاش، هنرمند موزائیک، مجسمه‌ساز و تصویرساز اهل امپراتوری روسیه بود.
وی به لحاظ سبک هنری با میر ایسکوستوا مرتبط و یکی از اعضای آن بود.